# Блант, Мэтт
Мэтью Рой «Мэтт» Блант (англ. Matthew Roy «Matt» Blunt; род. 20 ноября 1970, Спрингфилд, Миссури) — американский политик, губернатор штата Миссури с 2005 по 2009 год. Член Республиканской партии.

## Биография
Сын сенатора США Роя Бланта. В 1993 году окончил Военно-морскую академию США, получил степень бакалавра по истории. Служил в ВМС США на USS Jack Williams и USS Peterson. Входил в Палату представителей Миссури с 1999 по 2001 год, секретарь штата с 2001 по 2005 год.
Женат, имеет сына. Блант относится к Южной баптистской конвенции.